# Wang Ťi
Wang Ťi (čínsky pchin-jinem Wáng Jī, znaky 王畿; 1498–1583) byl čínský úředník a neokonfuciánský filozof žijící a působící v mingské Číně.

## Jména
Wang Ťi, vlastním jménem Wang Lung-si (čínsky pchin-jinem Wáng Lóngxī, znaky tradiční 王龍溪), používal zdvořilostní jméno Žu-čung (čínsky pchin-jinem Rǔzhōng, znaky tradiční 汝中) a pseudonym Lung-si (čínsky pchin-jinem Lóngxī, znaky tradiční 龍溪).

## Život a dílo
Rodina Wang Ťiho pocházela z okresu Šan-jin v prefektuře Šao-sing v provincii Če-ťiang. Studoval konfuciánské klasiky, skládal úřednické zkoušky, roku 1519 složil provinční zkoušky, roku 1526 i metropolitní zkoušky v Pekingu, odmítl však (se svým přítelem Čchien Te-chungem) účastnit palácových zkoušek kvůli oficiálnímu odsouzení učení Wang Jang-minga. Roku 1529 se vrátil z cesty do Pekingu kvůli smrti Wang Jang-minga. S Čchien Te-chungem byl jedním z prvních Wangových žáků, oba společně založili k rozvoji Wangových myšlenek akademii v Chang-čou. Nakonec palácové zkoušky složil a hodnost ťin-š’ získal až roku 1532.
Po zkouškách nastoupil úřednickou kariéru, sloužil v Nankingu. Po deseti letech, roku 1542, rezignoval a věnoval se výuce a šíření neokonfuciánství ve Wang Jang-mingově pojetí. Slavná je jeho debata s Čchien Te-chungem a Wang Jang-mingem na mostě Tchien-čchüan. Wang Ťi a Čchien Te-chung se v ní ptali Wang Jang-minga na rozdíly v jejich interpretaci jeho učení. Wang Ťi odmítl existenci rozdílu mezi dobrem a zlem v srdci/mysli, vůli, poznání a ve věcech, vše zmíněné chápal jako „ani dobré ani zlé“, a při učení kladl důraz na vnitřní osvícení. Druhý naopak zdůrazňoval potřebu rozlišení učení a sebezdokonalování, nutnost postupného a trpělivého učení. Wang Jang-ming odpověděl, že mají pravdu oba, pravda prvního je však vhodná pro ty kdo rychle chápu, pravda druhého pro ty pomalejší.
Jako kritérium vhodnosti učebních postupů viděl jejich přínos k sebezdokonalení, proto neodmítal ani buddhistické či taoistické myšlenky a postupy, např. náhlé osvícení. Kritici ho proto vinili ze směšování konfuciánství s čchanovým buddhismem.